# میرو بیلان
میرو بیلان (کرواتی: Miro Bilan؛ زادهٔ ۲۱ ژوئیهٔ ۱۹۸۹) بازیکن بسکتبال اهل کرواسی است. وی در بازی‌های المپیک تابستانی ۲۰۱۶ شرکت کرده‌است.